# Hârtibaciu
Der Harbach (rumänisch Hârtibaciu; ungarisch Hortobágy folyó´) ist ein Fluss in Siebenbürgen (Rumänien). Er entspringt in dem Siebenbürgischen Hochland bei Bekokten (rum. Bărcuț, ung. Báránykút, wörtlich „Lammsbrunnen“) und mündet nach 88,2 km in den Cibin.

## Region
In der Gegend um den Harbach siedelten sich unter König Géza II. (1142–1162) die ersten Theutonici (Deutschen) an. Das Harbachtal ist von den vielen dort gelegenen Kirchenburgen geprägt.